# Mohamed Reda
Mohamed Ali Anwar Reda (* 16. April 1989 in Kairo) ist ein ehemaliger ägyptischer Squashspieler.

## Karriere
Mohamed Reda begann seine Karriere im Jahr 2005 und gewann 15 Turniere auf der PSA World Tour. Seine höchste Platzierung in der Weltrangliste erreichte er mit Rang 23 im Oktober 2011. Bei Weltmeisterschaften stand er erstmals 2009 im Hauptfeld, scheiterte aber in der ersten Runde. 2010  überstand er die erste Partie gegen Karim Abdel Gawad, ehe er Amr Shabana 0:3 unterlag. 2011, 2012 und 2013 kam er nicht über die erste Runde hinaus. Nach der Saison 2018/19 beendete er seine Karriere.
Er ist verheiratet und hat einen Sohn (* 2014). Bis November 2014 trat er unter seinem vollen Namen bei Turnieren an, wobei sein Vorname mit Mohammed geführt wurde. Ab Dezember 2014 trat er als Mohamed Reda an.

## Erfolge
- Gewonnene PSA-Titel: 15